# Osasco (Italië)
Osasco is een gemeente in de Italiaanse provincie Turijn (regio Piëmont) en telt 1037 inwoners (31-12-2004). De oppervlakte bedraagt 5,5 km², de bevolkingsdichtheid is 189 inwoners per km².

## Demografie
Osasco telt ongeveer 413 huishoudens. Het aantal inwoners steeg in de periode 1991-2001 met 6,8% volgens cijfers uit de tienjaarlijkse volkstellingen van ISTAT.
| Jaar | Inwoneraantal |
| ---- | ------------- |
| 1991 | 884           |
| 2001 | 944           |

## Geografie
De gemeente ligt op ongeveer 344 m boven zeeniveau.
Osasco grenst aan de volgende gemeenten: Pinerolo, San Secondo di Pinerolo, Bricherasio en Garzigliana.

## Externe link

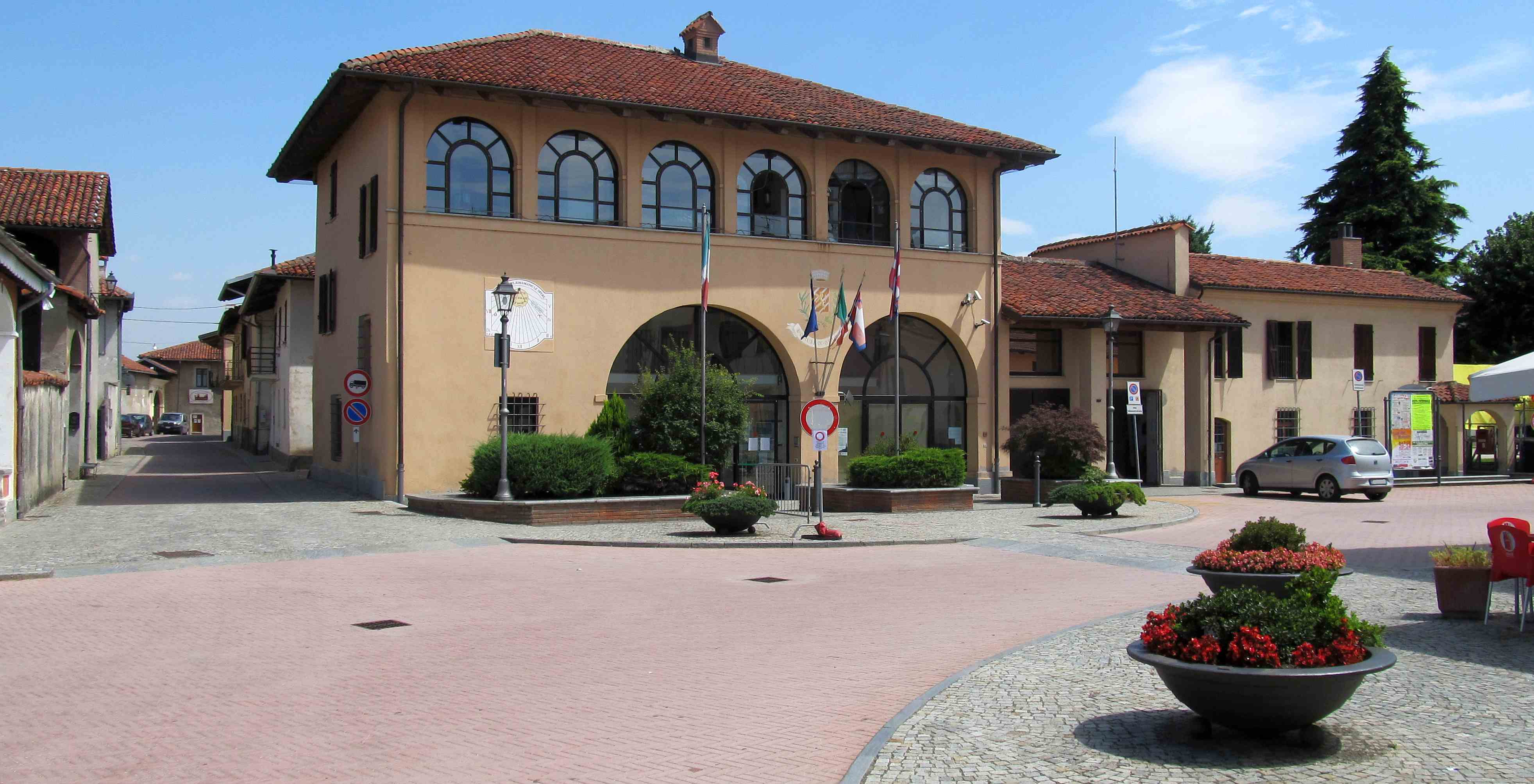
Gemeentehuis